# Margaritas ante porcos
La locuzione latina margaritas ante porcos (lett. "perle ai porci") è tratta dal Vangelo secondo Matteo (Mt 7,6).

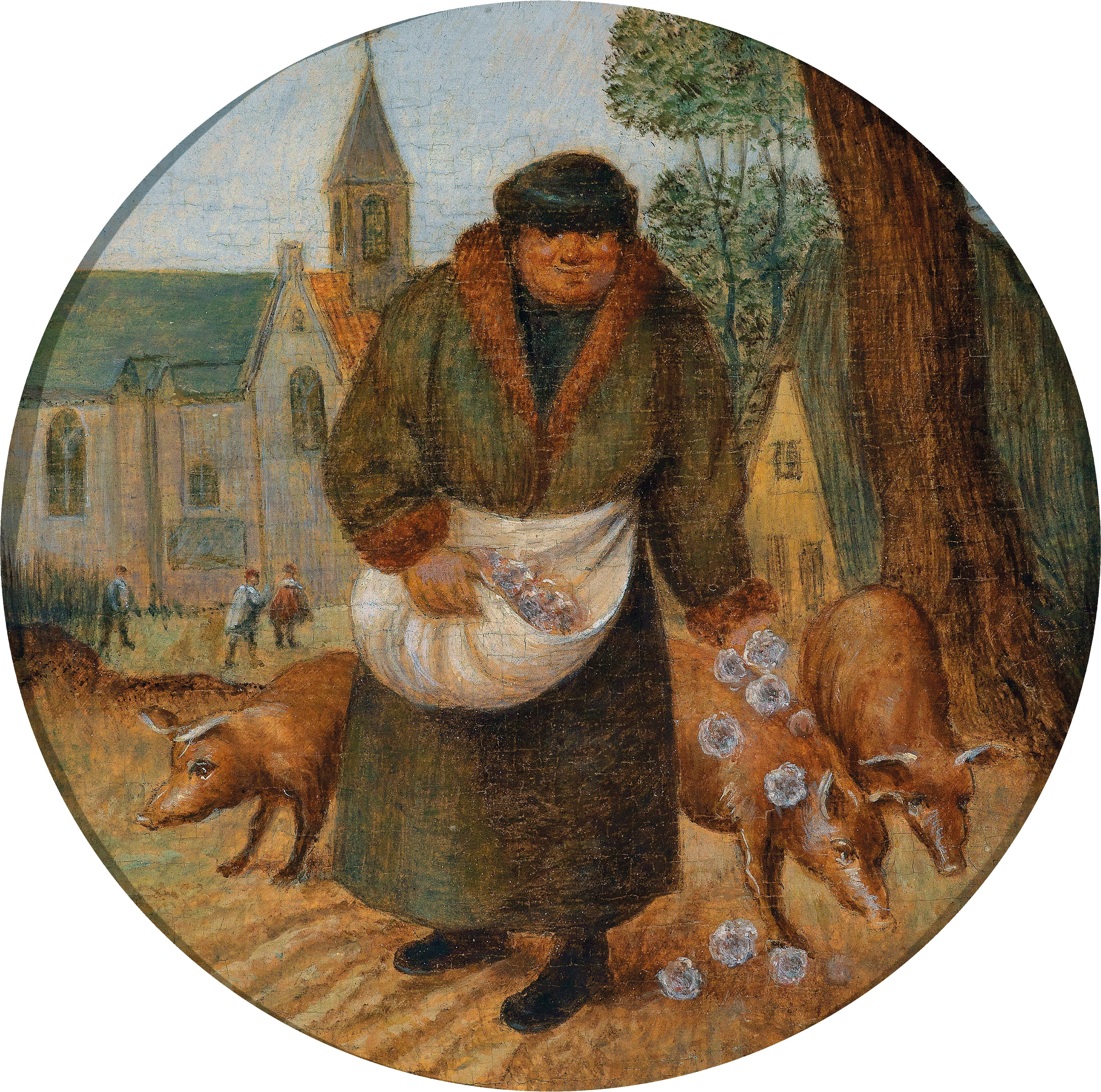
Le perle ai porci, dipinto di Peter Bruegel il Giovane (posteriore al 1600)

La frase s'inserisce in un lungo elenco di raccomandazioni ed esortazioni che Cristo fa ai suoi discepoli dopo il celebre discorso della montagna. A loro dice: «Nolite dare sanctum canibus, neque mittatis margaritas vestras ante porcos, ne forte conculcent eas pedibus suis, et conversi dirumpant vos», ossia: 
L'invito è quello di non sprecare le cose di valore, materiali e non, dandole a chi non è in grado di apprezzarle.

## Significati
Questo loghion, presente nel solo Vangelo secondo Matteo, riflette la probabile destinazione della redazione matteana, rivolta a comunità composte in larga maggioranza da cristiani di origine ebraica e probabilmente tendenti ad esiti giudaizzanti, in cui il rispetto della legge ebraica e delle sue esigenze di purità rimaneva forte.
Nel linguaggio ebraico del I secolo, "cani" e "porci" sono i pagani, entrambi gli animali essendo considerati come particolarmente impuri dalla tradizione giudaica.
L'invito a non dare ciò che è sacro (le perle della Torah) ai pagani impuri, che non saprebbero cosa farne e si limiterebbero a insudiciarlo, ha potenzialmente una valenza polemica se paragonata alle tesi della fazione "paolina" che per la "purificazione" dei pagani chiedeva soltanto il battesimo, escludendo la necessità di aderire alle leggi di purità, posizione che si affermò poi definitivamente nelle comunità cristiane, ad eccezione di gruppi come quello degli Ebioniti.
In ambito esoterico è un proverbio con cui si sintetizza l'ammonimento, rivolto agli iniziati o agli adepti di una dottrina, a non rivelarne apertamente i segreti più arcani ed ermetici al vasto pubblico, per preservarli da un cattivo uso da parte di coloro che siano impreparati, e perciò inadeguati, a comprenderli. Alice Bailey affermava in proposito: «Molto deve rimanere esoterico e velato. I rischi della troppa conoscenza sono ben maggiori di quelli dello scarso sapere».